# Naturschutzgebiet Schnettenberg
Das Naturschutzgebiet Schnettenberg mit einer Flächengröße von 4,54 Hektar liegt westlich von Eversberg im Stadtgebiet von Meschede. Das Gebiet wurde 1938 erstmals als  Naturschutzgebiet (NSG) ausgewiesen. Damit ist das NSG eines der ältesten NSG im Hochsauerlandkreis. Das Gebiet wurde 1994 mit dem Landschaftsplan Meschede erneut durch den Kreistag des Hochsauerlandkreises als NSG mit einer Flächengröße von 3 Hektar ausgewiesen. Bei der Neuaufstellung des Landschaftsplanes Meschede wurde das NSG dann erneut ausgewiesen und vergrößert.

## Gebietsbeschreibung
Beim NSG handelt es sich um die Reste einer Wacholderheide mit drei Teilflächen. Ein Teil des NSG ist bereits zu Wald geworden. Ein Teilstück wird beweidet, eine weitere Fläche des NSG wird gemäht. Das NSG besteht im Kern aus einer alten Wacholderheide auf dem allmählich nach Südwesten abfallenden Grat des Schnettenberges, wo die Heide zugleich den Übergang der südexponierten Feldflur zur steileren, bewaldeten Talflanke des Kohlweder Bachtals markiert. Die Zahl und Größe der Wacholderbüsche nimmt von Südwesten nach Nordosten ab. Die besonders flachgründigen Standortbedingungen werden jedoch auch durch zwergstrauchreiche Vegetationselemente repräsentiert. Zudem ist das Gebiet mit Gehölzaufwuchs aus verschiedenen Baum- und Straucharten durchsetzt. Das NSG ist insbesondere im westlichen Teil von mageren Grünlandanteilen durchsetzt, die durch eine kombinierte Schaf- / Ziegenbeweidung offengehalten
werden. 2020 wirkte der östliche NSG-Teil eher als großflächiges Feldgehölz. Durch das NSG verläuft ein Abschnitt des meist hohlwegeartigen „ehemaligen Kriegerweges“, der von hier bis über den Warsteiner Kopf hinaus in den Kreis Soest verläuft.
Zur Problematik der Erhaltung der Heide führt der Landschaftsplan aus: „Eine Umsetzung des Ziels, die Wacholderheide Schnettenberg wiederherzustellen, erfordert erhebliche Eingriffe in die zugewachsenen Sukzsessionsflächen und eine relativ kopfstarke Beweidung des Gesamtgebietes, um die lichtliebenden Wacholder und die wertgebenden Magerrasen- und Zwergstrauchbereiche zu erhalten.“
Die Gehölzsukzession soll durch regelmäßige Pflegeeingriffe zugunsten einer Erhaltung und Förderung des Magergrünlandanteils zurückgedrängt werden und das Grünland möglichst intensive Beweidung mit Schafen und Ziegen beweidet werden. Der durch das NSG führende Wirtschaftsweg soll auf dessen Nord- oder Südseite verlegt werden um seine durchgängige Gatterung und Beweidung zu erleichtern.

## Schutzzweck
Zum Schutzzweck des NSG führte der Landschaftsplan auf: „Schutz einer Wacholderheide als äußerst seltener Lebensraum und als hochgradig schutzwürdiges Relikt der historischen Landnutzung; Optimierung der aktuellen Situation durch Rücknahme / Kontrolle der Gehölzanteile und Erleichterung der Grünlandpflege; Sicherung der besonderen Eigenart eines Kulturlandschaftsrelikts, das auch aufgrund seiner Länge von über 1.000 m sowie seiner Funktion als Kontaktlebensraum zwischen Wald und Offenland von regionaler Bedeutung ist.“